# Minerve (Q185)
Pour les autres navires du même nom, voir Minerve (navire).
La Minerve (Q185 / P26) est un sous-marin de la Marine nationale française. Lancée le 23 octobre 1934, et mis en service le 15 septembre 1936, elle est la tête de série de la classe  à laquelle elle a donné son nom. Durant la Seconde Guerre mondiale, elle sert dans les Forces navales françaises libres ; accidentellement endommagée par un avion britannique en 1943, elle est démolie après la fin de la guerre.

## Conception
La classe Minerve est basée sur celle de la classe 630 tonnes, avec pour objectif de standardiser la construction des sous-marins dans la Marine française. Sa construction est autorisée en 1930, à part le Pallas et la Cérès dont les mises en chantier se font en 1936. Les tubes lance-torpilles sont disposés comme suit : 4 tubes de 550 mm à l'avant et 2 à l'arrière, et 3 tubes de 400 mm dans le kiosque ; ces sous-marins n'embarquent pas d'autres torpilles que celles des tubes. Le rayon d'action en surface est de 2 000 milles marins (3 700 km) à 10 nœuds (19 km/h) et de 85 milles marins (200 km) à 5 nœuds (9 km/h) en plongée.

## Histoire
La construction de la Minerve commence à l'arsenal de Cherbourg le 17 août 1931. Lancée le 23 octobre 1934 et mise en service le 15 septembre 1936, la Minerve est basée à Brest dans la 2e Escadrille de sous-marins. En août 1939 elle est à Oran, puis au Maroc en novembre de la même année, affectée à la surveillance des Canaries. En carénage à Cherbourg lorsque la Seconde Guerre mondiale éclate, elle est remorquée à Plymouth, où elle est saisie par les Britanniques le 3 juillet 1940. En janvier 1941 elle est restituée aux Forces navales françaises libres. Elle patrouille au large de la Norvège, coulant un pétrolier le 19 avril. L'année suivante, sous le commandement d'Henri Simon-Dubuisson, elle participe à l'escorte des convois de l'Arctique, parmi lesquels le convoi PQ 15. En août, alors qu'elle a pour mission de débarquer un agent allié à Berefjord (no) en Norvège, elle est avariée par un grenadage ennemi.
Le 10 octobre 1943, alors qu'elle fait surface au large de Plymouth, la Minerve est bombardée par méprise par la RAF. Elle regagne Plymouth malgré de graves avaries. Après la fin de la guerre, le 17 septembre 1945, lors de son remorquage vers la France, le sous-marin coule. Il est finalement renfloué puis démoli le 27 février 1946.